# ميخائيل وايزمان (مجدف)
ميخائيل وايزمان (بالإنجليزية: Michael Wiseman)‏ هو مجدف أسترالي، ولد في 24 يونيو 1977.

## وصلات خارجية
- مايكل وايزمان على موقع الاتحاد الدولي للتجديف (الإنجليزية)